# Norte do Paraná
O Norte do Paraná é uma região localizada na parte setentrional do estado brasileiro do Paraná. Abrange as áreas correspondentes das antigas mesorregiões do Norte Pioneiro, Norte Central e Noroeste, extintas em 2017. Suas cidades mais populosas são Londrina, Maringá, Sarandi, Paranavaí, Apucarana, Arapongas, Rolândia, Cambé, Cornélio Procópio, Jacarezinho, Santo Antônio da Platina, Umuarama e Cianorte.

## História e ocupação
Nos séculos XVI e XVII, grande parte do território paranaense, o que inclui o norte do Paraná (exceto a metade leste do Norte Pioneiro), foi ocupada pelo Império Espanhol, que denominou essas terras de "Guairá", e ali cria missões jesuíticas para a catequese dos indígenas tupis-guaranis e caingangues e fundam-se algumas cidades, como Vila Rica do Espírito Santo e Cidade Real do Guairá. A partir de 1628, bandeirantes paulistas como Raposo Tavares começam a atacar as vilas e missões do Guairá, para a captura de indígenas para a escravização e, nas décadas seguintes, essa possessão vai sendo gradualmente abandonada pela coroa espanhola e os poucos espanhóis e mestiços de espanhóis e indígenas que habitam a região se retiram para o Paraguai.
Em meados e final do século XIX, no contexto da expansão do cultivo do café, paulistas e mineiros iniciam a ocupação de uma área entre os rios Paranapanema, Rio das Cinzas e Itararé (o "norte pioneiro"), ali criando fazendas. Consequentemente, começam a surgir as primeiras cidades nessa região, como Tomazina (1865), Santo Antônio da Platina (1866), Wenceslau Braz (1867) e Jacarezinho. Ainda decorrente dessa fase, surgem, também no Norte Pioneiro, Cambará (1904), Bandeirantes (1921), Cornélio Procópio (1924) e Andirá (1926).
Na década de 1920, começa uma nova etapa na colonização do Norte do Paraná, que perdura pelas décadas seguintes. Companhias de colonização, como a Companhia de Terras Norte do Paraná, e o próprio Estado começam a divulgar e vender terras na região. Muitas famílias de migrantes, em sua maioria vindas de São Paulo, mas também de Minas Gerais, de outras partes do Sul do Brasil e do Nordeste do Brasil, se fixam na região, além de famílias de imigrantes italianos, alemães,  
espanhóis e japoneses.
As companhias de colonização também criam lotes urbanos, nos quais surgem cidades, como Londrina, Maringá, Umuarama, Cianorte e Apucarana.
Até a década de 1970, o cultivo de café era a base econômica do Norte Paranaense. A partir de então, a economia local passa a ser baseada na policultura mecanizada e, com o uso de máquinas da agricultura e o fim do cultivo cafeeiro, houve grande êxodo rural para as cidades dessa região.

## Geografia
O relevo do Norte do Paraná, pertencente ao Terceiro Planalto Paranaense, é formado por baixas altitudes no vale do Paranapanema e elevações significativas no sul da quinta e última unidade geomorfológica do Paraná. As três mesorregiões constituintes do Norte do Paraná fazem fronteira ao sul com as demais.
O clima do Norte do Paraná é subtropical, com verões quentes e invernos frios e chuvas torrenciais, bem divididas. A principal formação vegetal é de floresta tropical. As principais bacias hidrográficas são as do Tibaji, do Paranapanema e do Ivaí.

## Localização

Localização da Mesorregião do Norte Central Paranaense.
Localização da Mesorregião do Norte Pioneiro Paranaense.
Localização da Mesorregião do Noroeste Paranaense.